# Deutsche Fechtmeisterschaften 1980
Bei den Deutschen Fechtmeisterschaften 1980 wurden Einzel- und Mannschaftswettbewerbe in den Disziplinen Herrendegen, Herrensäbel und Herrenflorett ausgetragen. Bei den Damen wurde nur Florett gefochten. Die Meisterschaften wurden vom Deutschen Fechter-Bund organisiert.

## Herren

### Florett (Einzel)
| Platz | Sportler       | Verein                |
| ----- | -------------- | --------------------- |
| 1     | Klaus Reichert | OFC Bonn              |
| 2     | Matthias Behr  | FC Tauberbischofsheim |
| 3     | Harald Hein    | FC Tauberbischofsheim |

### Florett (Mannschaft)
| Platz | Verein                  | Sportler |
| ----- | ----------------------- | -------- |
| 1     | OFC Bonn                |          |
| 2     | FC Tauberbischofsheim   |          |
| 3     | Königsbacher SC Koblenz |          |

### Degen (Einzel)
| Platz | Sportler          | Verein                |
| ----- | ----------------- | --------------------- |
| 1     | Alexander Pusch   | FC Tauberbischofsheim |
| 2     | Reinhold Beckmann | SV Waldkirch          |
| 3     | Stefan Hörger     | Heidenheimer SB       |

### Degen (Mannschaft)
| Platz | Verein                | Sportler                                                                     |
| ----- | --------------------- | ---------------------------------------------------------------------------- |
| 1     | FC Tauberbischofsheim | Alexander Pusch Ingo Borrmann Elmar Borrmann Volker Fischer Manfred Beckmann |
| 2     | Heidenheimer SB       |                                                                              |
| 3     | SV Waldkirch          |                                                                              |

### Säbel (Einzel)
| Platz | Sportler           | Verein                |
| ----- | ------------------ | --------------------- |
| 1     | Jürgen Nolte       | VfL Sankt Augustin    |
| 2     | Dieter Schneider   | FC Tauberbischofsheim |
| 3     | Carl-Fritz Fitting | OFC Bonn              |

### Säbel (Mannschaft)
| Platz | Verein             | Sportler |
| ----- | ------------------ | -------- |
| 1     | OFC Bonn           |          |
| 2     | TSV Bayer Dormagen |          |
| 3     | VfL Sankt Augustin |          |

## Damen

### Florett (Einzel)
| Platz | Sportler          | Verein                  |
| ----- | ----------------- | ----------------------- |
| 1     | Cornelia Hanisch  | Fechtclub Offenbach     |
| 2     | Hildegard Kienzle | Herrenberg              |
| 3     | Jutta Höhne       | Königsbacher SC Koblenz |

### Florett (Mannschaft)
| Platz | Verein                | Sportler                                                                      |
| ----- | --------------------- | ----------------------------------------------------------------------------- |
| 1     | FC Tauberbischofsheim | Karin Rutz-Gießelmann Karin Faul Gudrun Lotter Sabine Bischoff Elke Schäffner |
| 2     | OFC Bonn              |                                                                               |
| 3     | OFC Bonn              |                                                                               |